# Mozilla位置服务
Mozilla位置服务（英語：Mozilla Location Service，缩写MLS）也称Mozilla定位服务，是一项开放的地理定位服务，设备可通过其处理自身接收到的一些公开可见的无线电发射器信号，进而确定自身的位置。它可处理包括行動通信基地臺（及其小区ID）、Wi-Fi無線接入點（及其BSSID）和蓝牙低功耗（BLE）在内的信号。 Mozilla自2013年起提供该服务。该服务采用Mozilla的开源软件项目Ichnaea。

## 发展历程
2014年10月，Mozilla Stumbler移动应用1.0版在Google Play和F-Droid中发布。用户可使用该应用收集附近的Wi-Fi网络、行動通信基地臺与设备所在GPS位置，进而为Mozilla位置服务贡献数据，而位置服务可为Firefox OS中的地图、查找我的设备等功能提供支持。该应用程序中可查看哪些地理范围尚未覆盖，并提供贡献者周排行榜功能。
在Firefox OS项目终止后，该项目在Mozilla的价值和开发活动有所降低。
2018年6月，Mozilla已计划逐步退役Stumbler应用，包括在近期关闭其排行榜功能。
2019年，Skyhook公司向Mozilla指控该服务侵犯其多项专利。双方达成未公开的和解协议，Mozilla被迫改变该服务的服务政策以限制商用价值。
2024年3月，Mozilla宣布，因该服务的准确性持续下降，且无意重启Stumbler项目或追加投资，计划分阶段停止该服务的各项功能，直至当年7月将项目归档。

## 数据收集和处理
2014年11月至2021年2月间，在Google Play和F-Droid中提供的Android版移动应用Mozilla Stumbler可用来基于设备的GPS位置贡献蜂窝网络和Wi-Fi接入点的信号值，在那之后该应用正式退役。  值得注意的是，Firefox for Android用户做出的贡献总量远高于专为此用途设计的Stumbler应用，在2017年超过百倍。此外还有如Tower Collector等应用提供此类贡献功能 ，不过它们只收集行動通信基地臺信息，不支持采集Wi-Fi和蓝牙信息。
与通过Stumbler应用为Mozilla位置服务做出贡献的方式相似，Firefox for Android提供一个相关选项，但在Firefox 68之后，Mozilla对其浏览器做出大幅重写，且不再提供为该服务做贡献的选项。
Mozilla不收集WiFi网络的SSID名称（例如“办公室wifi”），但会收集BSSID，后者通常是WiFi设备的MAC地址。该服务为可选退出，也就是除非用户手动禁用，否则客户端中默认启用。Mozilla的客户端不收集SSID为隐藏或者以字符串“nomap”结尾（例如“办公室wifi_nomap”）的WiFi接入点的信息。
当向该服务发出附近的无线电发射器信息以请求设备所在的地理位置时，该服务不仅响应估算的地理位置，还会运用收到的数据更新其数据库。例如，如果设备发出7个附近Wi-Fi网络的信息来请求设备所在位置，而MLS只了解其中5个，则其余2个此前未知的Wi-Fi网络信息会基于估算的设备位置新增数据点。相关请求也用于验证此前报告的Wi-Fi网络接入点的状态和特征（例如位置、方向和信号强度）变化，如有改变（例如Wi-Fi路由器被移至另一房间），则将接入点置于暂停状态，48小时内不纳入位置查询的计算。假设该设备此后在新位置下保持稳定，则会恢复使用，但如果继续移动，则将其视为移动式发射器（例如公共交通车辆上的Wi-Fi接入点，或者移动电子设备创建的移动热点），不纳入位置查询。
该服务不尝试计算与存储无线电发射器的所在位置，而只是计算和存储其发射信号覆盖的区域。该区域在系统内部表示为一个圆，中心点是收到信号的所有测量位置的加權平均數。被认为有更高准确度、更高信号强度和更好信噪比的测量会给予更高权重。这个圆大到足以包含所有测量值形成的一个边界框。
Mozilla在公有领域许可证CC-0下发布了蜂窝位置聚合数据集（MLS Cell Network Export Data）。与蜂窝数据库有所不同，因底层数据包含上传者和Wi-Fi设备所有者的个人可识别信息，WiFi原始数据库为不公开。不过，Mozilla与其企业合作伙伴Combain AB共享这些专有数据。
截至2024年4月，该服务已收集由社群贡献的不重复的6400万个蜂窝网络、25亿个WiFi网络、17万个蓝牙低功耗网络。

## 使用
在桌上型電腦和筆記型電腦的Firefox瀏覽器Beta版和Nightly版中，该服务是备用的地理位置提供体系，在Firefox无法从操作系统获取地理位置数据时使用。部分由第三方发行的Firefox版本也使用该服务，尤其是Linux发行版。由Mozilla发布的稳定版Firefox默认使用由Google运营的类似服务。 Firefox用户可通过更改about:config页面中的geo.provider.network.url设置使浏览器使用MLS服务。使用HTML5地理位置API的网站在用户准许后可借此获知位置数据。
该服务也是GeoClue库中面向非GPS设备的主要位置源，用于GNOME和KDE环境中如天气、地图等与地理位置相关的应用程序。
该服务不提供服务级别协议（SLA）保证。根据2019年9月起的新协议条款，该服务的查询API仅限申请后使用，商业项目每日最多10万次请求且不可追加，API密鑰每三个月自动过期；非商业用户（学术、公益、研究或开源项目）每日最多10万次请求，项目需要时可请求放宽限制。将收集到的数据匿名提交给该服务无需API密钥。